# نيلتون سواريس رودريغيز
نيلتون سواريس رودريغيز (بالبرتغالية: Niltinho‏) (11 سبتمبر 1993 بساو باولو في البرازيل - ) هو لاعب كرة قدم برازيلي في مركز الوسط. لعب مع نادي جوينفيل ونادي ساو كايتانو ونادي فولتا ريدوندا وUnião Agrícola Barbarense Futebol Clube ‏ ودايجون هانا سيتزن وناسيونال ساو باولو.

## وصلات خارجية
- نيلتون سواريس رودريغيز على موقع دوري كوريا الجنوبية (الإنجليزية)
- نيلتون سواريس رودريغيز على موقع قاعدة بيانات كرة القدم.إي يو (الإنجليزية)
- نيلتون سواريس رودريغيز على موقع Soccerway.com (الإنجليزية)